# ARA Balears
El ARA Balears es un diario de información general en catalán, editado y distribuido en las Islas Baleares. 
Su página web es arabalears.cat. Es el único diario escrito en esta lengua que aún sale en su versión de papel en Baleares, aunque solamente lo hace los fines de semana.
Nació el 22 de mayo de 2013, a raíz de la clausura del Diario de Baleares, e integra la información de España y la internacional del Diari ARA, con el punto de vista isleño con noticias variadas de ámbito local y de las islas, escritas por el equipo de redacción con sede en Palma.
Actualmente, su directora es la periodista Cristina Ros. El director adjunto y el subdirector son Quim Torres y Jaume Perelló, respectivamente.
- Datos: Q21927220